# 查卡布科省

查卡布科省（西班牙語：Provincia de Chacabuco）是智利的54個省份之一，位於該國中部，由聖地亞哥首都大區負責管轄，首府設於科利納，面積2,076平方公里，2002年人口132,798，人口密度每平方公里64人。

## 外部連結
- 官方网站